# Joe Francis (football américain)
Pour les articles homonymes, voir Joe Francis et Francis.
(en) Statistiques sur pro-football-reference
Joseph Charles Naekauna "Joe" Francis, Jr., né le 21 avril 1936 à Honolulu, dans l'État d'Hawaï aux États-Unis, et mort le 15 avril 2013 dans le même État, est un joueur de Gridiron football qui évoluait aux positions de halfback et quarterback dans la National Football League et la Ligue canadienne de football. Il a joué pour les Packers de Green Bay de 1958 à 1959 et les Alouettes de Montréal de 1961 à 1962.

### Source de la traduction
- (en) Cet article est partiellement ou en totalité issu de l’article de Wikipédia en anglais intitulé « Joe Francis (American football) » (voir la liste des auteurs).